# Hasliberg
Hasliberg é uma comuna da Suíça, no Cantão Berna, com cerca de 1.366 habitantes. Estende-se por uma área de 41,72 km², de densidade populacional de 33 hab/km². Confina com as seguintes comunas: Innertkirchen, Kerns (OW), Lungern (OW), Meiringen.
A língua oficial nesta comuna é o Alemão.